# 出納取扱金融機関
出納取扱金融機関（すいとうとりあつかいきんゆうきかん）とは、地方公営企業の管理者が、地方公営企業法第27条ただし書により、当該地方公営企業の業務に係る公金の出納事務の一部を取り扱わせるために、当該地方公共団体の長の同意を得て指定した金融機関（より正確には、銀行その他これに類する貯金の受入れ又は資金の融通を業とする機関）。

## 概要
大概は、指定金融機関と同一だが、各自治体の実情に応じて地方自治法上、別途指定してよいことになっている。
出納取扱金融機関が収納及び支払事務を取り扱うのに対し、収納事務のみを取り扱う金融機関を収納取扱金融機関という（指定金融機関を設定しない自治体が設定する、収納事務取扱金融機関とは異なる）。
なお、地方公営企業が地方独立行政法人に移行した場合は、通常、指定金融機関という名称を用いる（ただし法的根拠は異なる）。